# Jaculus blanfordi
Jaculus blanfordi és una espècie de mamífer rosegador de la família dels dipòdids. Viu a l'Iran, el Pakistan, el Turkmenistan i l'Uzbekistan. Es tracta d'un animal solitari que s'alimenta principalment de llavors i les parts verdes de les plantes. El seu hàbitat natural són els deserts, preferiblement argilosos. Es creu que no hi ha cap amenaça significativa per a la supervivència d'aquesta espècie, tot i que algunes poblacions estan afectades per la caça i la destrucció del seu entorn.
Aquest tàxon fou anomenat en honor del geòleg i zoòleg britànic William Thomas Blanford.